# Jos Daerden
Jos Daerden (26 de novembre de 1954) és un exfutbolista belga.

## Selecció de Bèlgica
Va formar part de l'equip belga a la Copa del Món de 1982. Fou jugador de K.S.K. Tongeren, Standard de Liège, Roda JC, K. Beerschot V.A.C. i Germinal Ekeren. Fou entrenador a clubs com K.S.K. Beveren, Lommel S.K., Standard de Liège, Lierse S.K., K.R.C. Genk, R.A.E.C. Mons, Germinal Beerschot i FC Metalurh Donetsk.